# Karl von Helldorff
Carl Heinrich Wolff von Helldorff, modernisiert auch Karl von Helldorff, (* 23. Februar 1828 in Leipzig; † 14. September 1895 in Wittenberg) war ein preußischer Landrat.

## Leben
Er stammte aus der Adelsfamilie von Helldorff auf Bedra und war der Sohn des Gutsbesitzers Heinrich von Helldorff (1799–1873), königlich-preußischer Kammerherr und Landrat, und dessen erster Ehefrau Julie Charlotte Gräfin von der Schulenburg (1806–1844). Der Vater kaufte 1828 das Rittergut Baumersroda und begründete damit die Linie Baumersroda der Familie.
Helldorf wurde 1857 zunächst kommissarischer Landrat des Kreises Querfurt im Regierungsbezirk Merseburg der preußischen Provinz Sachsen und damit Nachfolger von Carl von Helldorff (1804–1860). Das Amt übernahm er 1859 endgültig und übte es bis 1863 aus.
Helldorf war Gutsherr auf Baumersroda, das er nach dem Tod seines Vaters 1873 geerbt hatte. Er heiratete am 10. April 1866 in Göttingen Auguste Reinharth (* 7. Dezember 1839 in Göttingen; † 6. Mai 1909 auf Gut Baumersroda), die Tochter des Hauptmanns d. Res. Justus Reinharth und der Catharina Hugo. Das Ehepaar hatte vier Kinder, Julie (1869–1937), Heinrich Otto (1870–1936), Gutsbesitzer und preußischer Landrat, Klara Henriette (* 1872) und Elisabeth Henriette (* 1875).